# Rudolf Kende
Rudolf Kende, narozen jako Rudolf Kohn, pseudonym Bedřich Konša (14. února 1910 České Budějovice – 24. srpna 1958 České Budějovice) byl hudební skladatel židovského původu žijící a tvořící v první polovině 20. století.

## Život

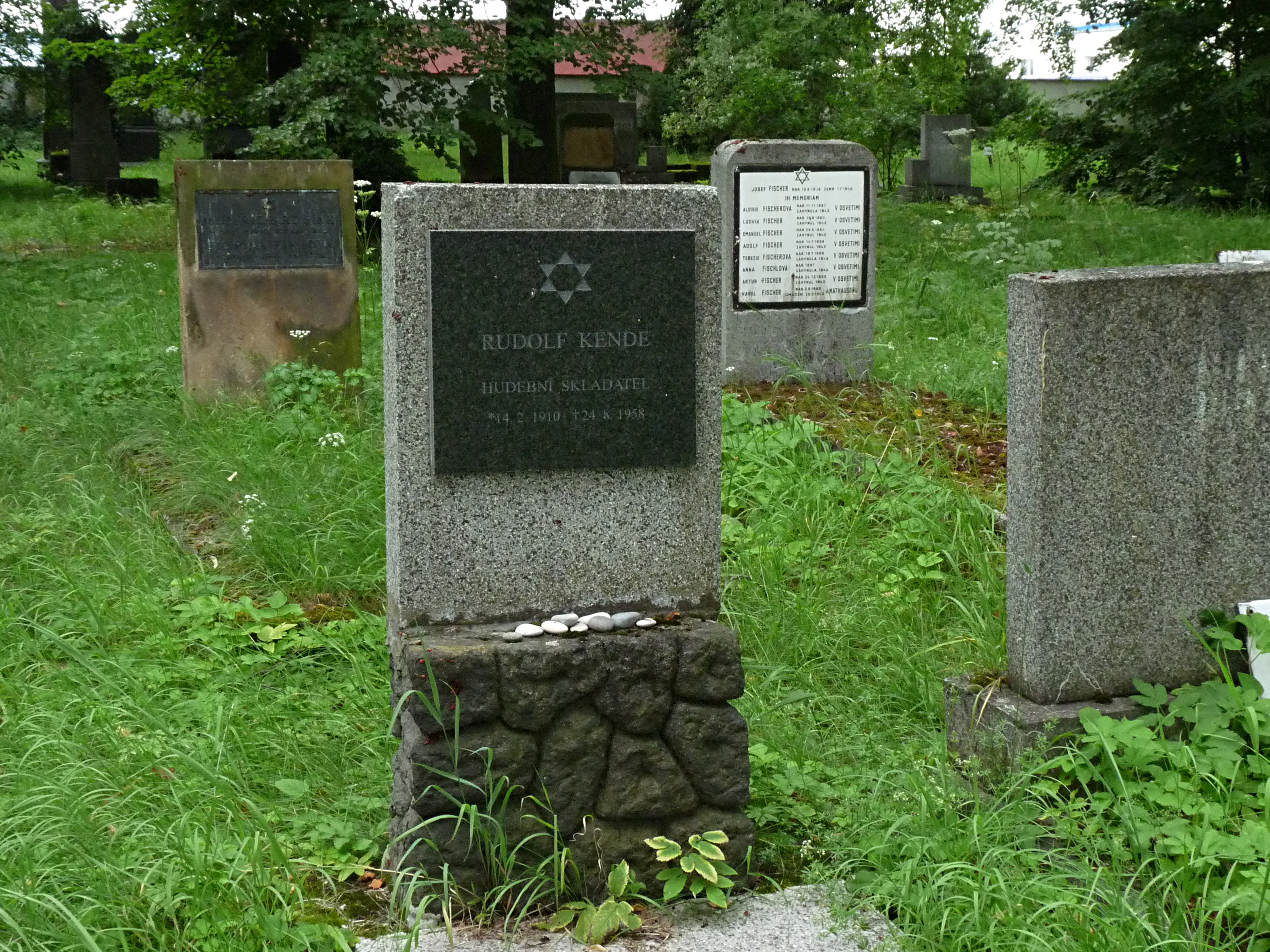
Hrob Rudolfa Kendeho

Rudolf Kende se narodil 14. února 1910 Josefu a Heleně Kohnovým, kteří si v roce 1920 změnili příjmení na Kende. Oba jeho rodiče roku 1944 zahynuli ve vyhlazovacím táboře Osvětim. Jejich syn měl více štěstí a věznění v Terezíně překvapivě přežil i přes svůj tělesný hendikep, který mu znemožňoval vládnout rukama i nohama. Z těchto důvodů měl k pomoci hospodyni. Jeho postižení mu znemožňovalo zapisovat noty; z partitur psaných různými neumělými rukopisy je zřejmé, že je zapisovali jeho žáci, později v Terezíně snad jeho přátelé či známí. I přes svůj handicap však v táboře dále vyučoval.
O tom, jak se mu v táboře podařilo přežít, existují jen dohady - lidé s tělesným postižením totiž byli většinou ihned posíláni do vyhlazovacích táborů. Nepochybně mu museli pomáhat známí i spoluvězni.
Skladatel zemřel 24. srpna 1958 a je pochován na židovském hřbitově v Českých Budějovicích.

## Známá díla

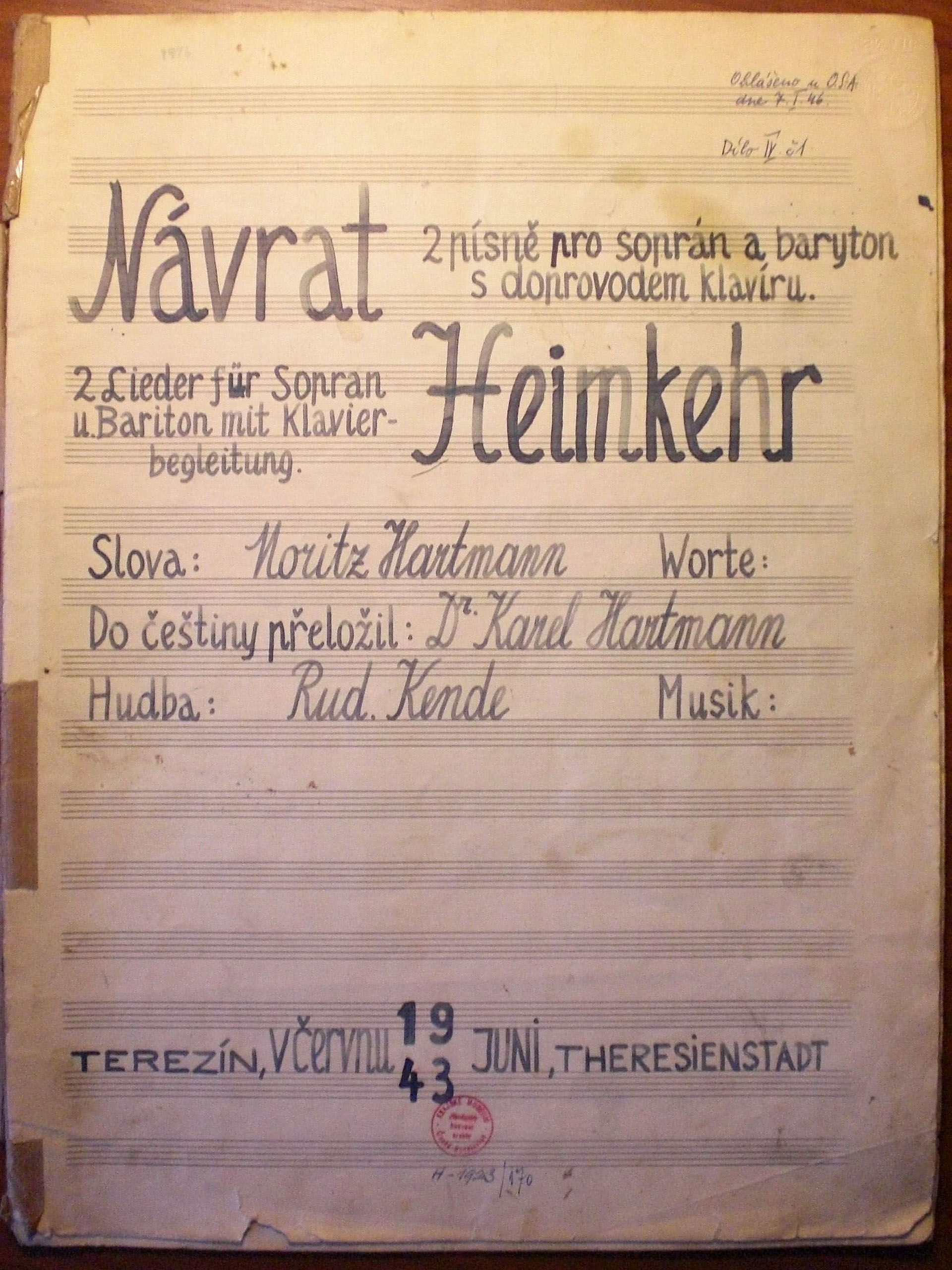
Obálka zachovaného díla Návrat

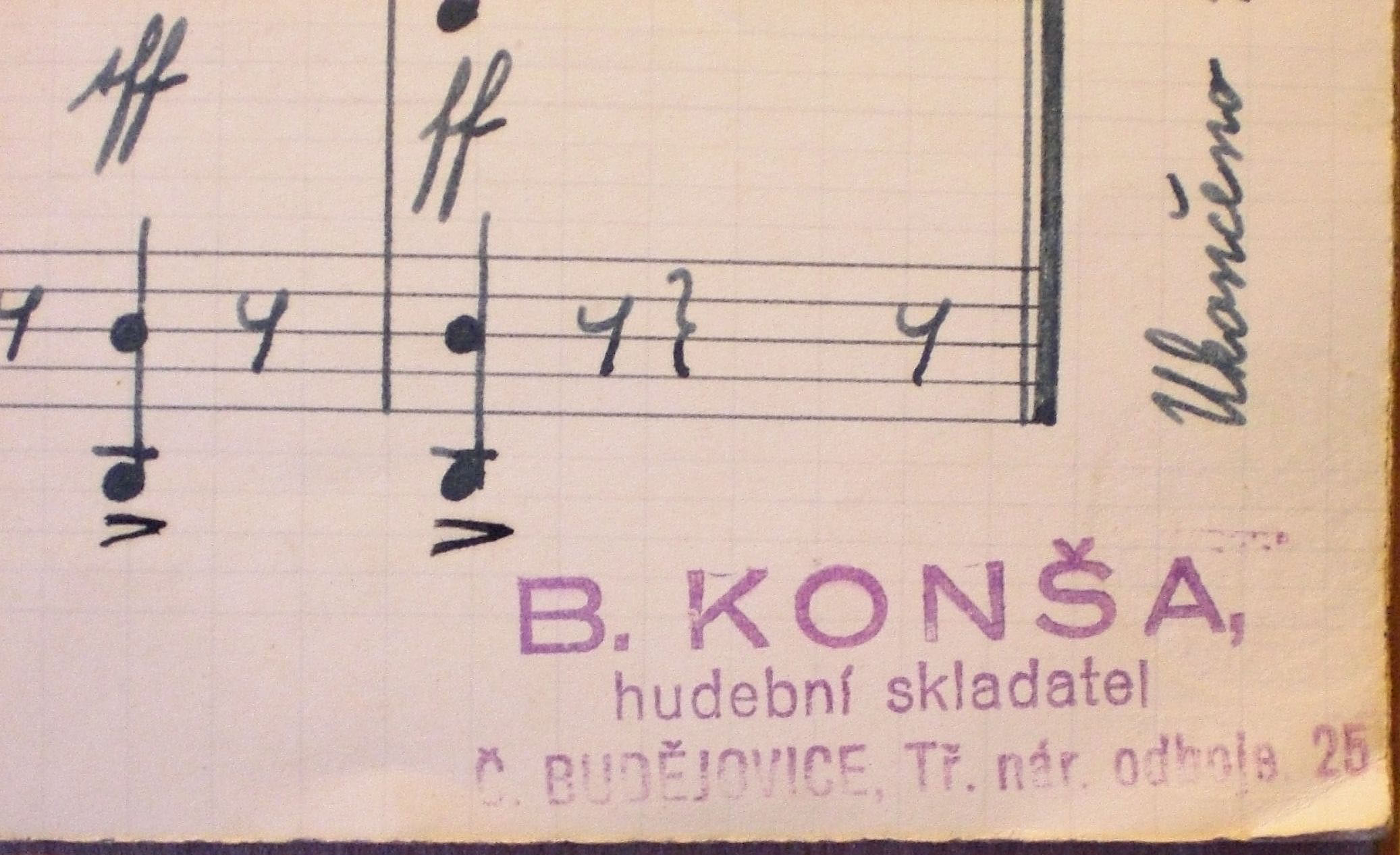
Razítkem s pseudonymem označená partitura

Do současnosti se dochovalo pouze minimum jeho prací. Po válce navíc komponoval také pod pseudonymem Bedřich Konša, což činí pátrání po jeho díle ještě složitějším. Své pozdější práce opatřoval zkratkami R.K. i B.K.
- Návrat (1943) - dvě písně pro soprán a baryton s klavírním doprovodem vzniknuvší za jeho pobytu v Terezíně na slova Moritze Hartmanna, do češtiny přeložené Dr. Karlem Hartmannem, přechovává Jihočeské muzeum v Českých Budějovicích
- Skici ke kantátě pro dvouhlasý mužský sbor s klavírním doprovodem na slova F.O. Lexy (1.p. Lexa) (1949)
- Sonáta pro sólové housle (1954, op. 24)
- Romance pro housle a klavír (1952, op. 19 č.1)
- Rondo pro sólový klavír (1952)
- Několik prací pro čtyřruční klavír' v lehkém slohu (1955) sloužící jako cvičení (Übungsstücke) pro žáky

Za svého života byl odhodlán zpřístupnit svá díla veřejnosti, ale nepodařilo se mu najít nakladatele. Ví se také, že Karel Reiner (1910-1979) mu zprostředkoval kontakt s rozhlasem. Hudební pozůstalost R. Kendeho je uložena v Jihočeském muzeu (některé ze skladeb pod poválečným pseudonymem Bedřich Konša). Zbytek jeho skladeb se nachází neznámo kde, proto ani není možné celkový počet jeho děl odhadovat.